# 1706
Năm 1706 là một năm bắt đầu từ ngày thứ Sáu trong lịch Gregory (hoặc một năm thường bắt đầu vào thứ ba của lịch Julius chậm hơn 11 ngày). Năm 1706 của lịch Thụy Điển là một năm bắt đầu từ ngày thứ Hai, một ngày trước của lịch Julius.

## Sinh
- 7 tháng 1 - Johann Heinrich Zedler, nhà xuất bản người Đức (mất 1751)
- 17 tháng 1 - Benjamin Franklin, người Mỹ (mất 1790)
- 28 tháng 1 - John Baskerville, nhà in (mất 1775)
- 6 tháng 3 - Sir George Pocock, đô đốc người Anh (mất 1792)
- 24 tháng 4 - Giovanni Battista Martini, nhạc sĩ người Ý (mất 1784)
- 17 tháng 5 - Andreas Felix von Oefele, sử gia Đức (mất 1780)
- 20 tháng 5 - Seth Pomeroy, người Mỹ  (mất 1777)
- 10 tháng 6 - John Dollond, nhà quang học người Anh (mất 1761)
- 18 tháng 10 - Baldassare Galuppi, nhà soạn nhạc người Ý (mất 1785)
- 8 tháng 11 - Ulrich von Johann Cramer, thẩm phán, nhà triết học Đức (mất 1772)
- 17 tháng 12 - Emilie du Châtelet, nhà toán học và vật lý học Pháp (mất 1749)
- Không rõ ngày:
  - James Abercrombie, người Anh (mất 1781)